# Masaya Kojima
Masaya Kojima (født 9. november 1997) er en japansk fodboldspiller, som spiller for den japanske fodboldklub FC Machida Zelvia.